# Sismofaults
Sismofaults è stato un progetto di ricerca nell'ambito delle Scienze della terra per esplorare e monitorare le faglie sismogenetiche dell'area del Mar Ionio e dello Stretto di Messina

## Organizzazione e finalità
Si tratta di un progetto congiunto tra il Consiglio nazionale delle ricerche (sezioni di Roma e Bologna), Istituto nazionale di geofisica e vulcanologia (sezioni di Roma, Palermo e Gibilmanna) e l'Università della Sapienza di Roma.
Il progetto intende migliorare le attuali scarse conoscenze geologiche e geofisiche dell'area analizzando i dati che sono raccolti da otto sismometri e due moduli attrezzati con sensori geochimici che sono stati installati in 10 aree del fondale del Mar Ionio, a profondità variabili da 1200 a circa 2600 m sotto il livello del mare. Lo studio dei sismogrammi sarà finalizzato a sia riconoscere e ubicare le faglie potenzialmente sismogenetiche, monitorando sia le faglie attive ed eventuali frane sottomarine, in movimento lungo il margine siculo calabrese, entrambe potenzialmente generatrici di tsunami, e sia investigare la possibile esistenza di fenomeni precursori quali variazioni nel degassamento dai fondali marini per una previsione di terremoti

## Studio dell'area
L'area compresa fra la Sicilia orientale e la Calabria meridionale nel corso dei secoli è stata interessata da una serie terremoti di forte intensità, tra cui in ordine cronologico: 1908 (Terremoto di Messina e tsunami associato, con più di 80.000 morti), 1905 (Calabria meridionale con 557 vittime), 1783 (Calabria meridionale fino a 50.000 vittime stimate), 1693 (Val di Noto fino a 60.000 vittime stimate), 1169 (Sicilia orientale stima fra 15.000 e 20.000 vittime) e 362 d.C. (Sicilia orientale e Calabria meridionale).
Nel maggio 2017, utilizzando la nave Minerva Uno della Sopromar sono stati installati sui fondali 8 geofoni OBS/H (Ocean Bottom Seismometers with Hydrophone) specifici per acquisizioni dal fondo del mare, con una sensibilità in grado di registrare lievi scosse fino a una magnitudo di 0.4, che rimarranno sul fondo marino per un anno; questi geofoni sono ancorati sul fondale tramite una zavorra che sarà rilasciata dopo un anno permettendo la risalita in superficie ed il recupero dei dati registrati. Le due unità di campionamento geochimico sono dotate di sensori per la valutazione della quantità di CH4, CO2, e O che potrebbe liberarsi da vulcani di fango sottomarini che da degassamento sul fondale di gas percolante tra le rocce che costituiscono il fondo del mare.
L'integrazione dei dati dei sismografi con dati di mareografi del mar Ionio servirà a comprendere lo sviluppo di eventuali tsunami.